# FL Весов
FL Весов (лат. FL Librae) — одиночная переменная звезда в созвездии Весов на расстоянии (вычисленном из значения параллакса) приблизительно 7932 световых лет (около 2432 парсеков) от Солнца. Видимая звёздная величина звезды — от +14,2m до +13,6m.

## Характеристики
FL Весов — оранжевая пульсирующая медленная неправильная переменная звезда (LB) спектрального класса K. Эффективная температура — около 3800 К.